# Itapetinga (kommun)
Itapetinga är en kommun i Brasilien.   Den ligger i delstaten Bahia, i den östra delen av landet, 800 km öster om huvudstaden Brasília. Antalet invånare är 68 314.
Följande samhällen finns i Itapetinga:
- Itapetinga

Omgivningarna runt Itapetinga är huvudsakligen savann. Runt Itapetinga är det ganska glesbefolkat, med 45 invånare per kvadratkilometer.